# Kathedrale von Maldonado

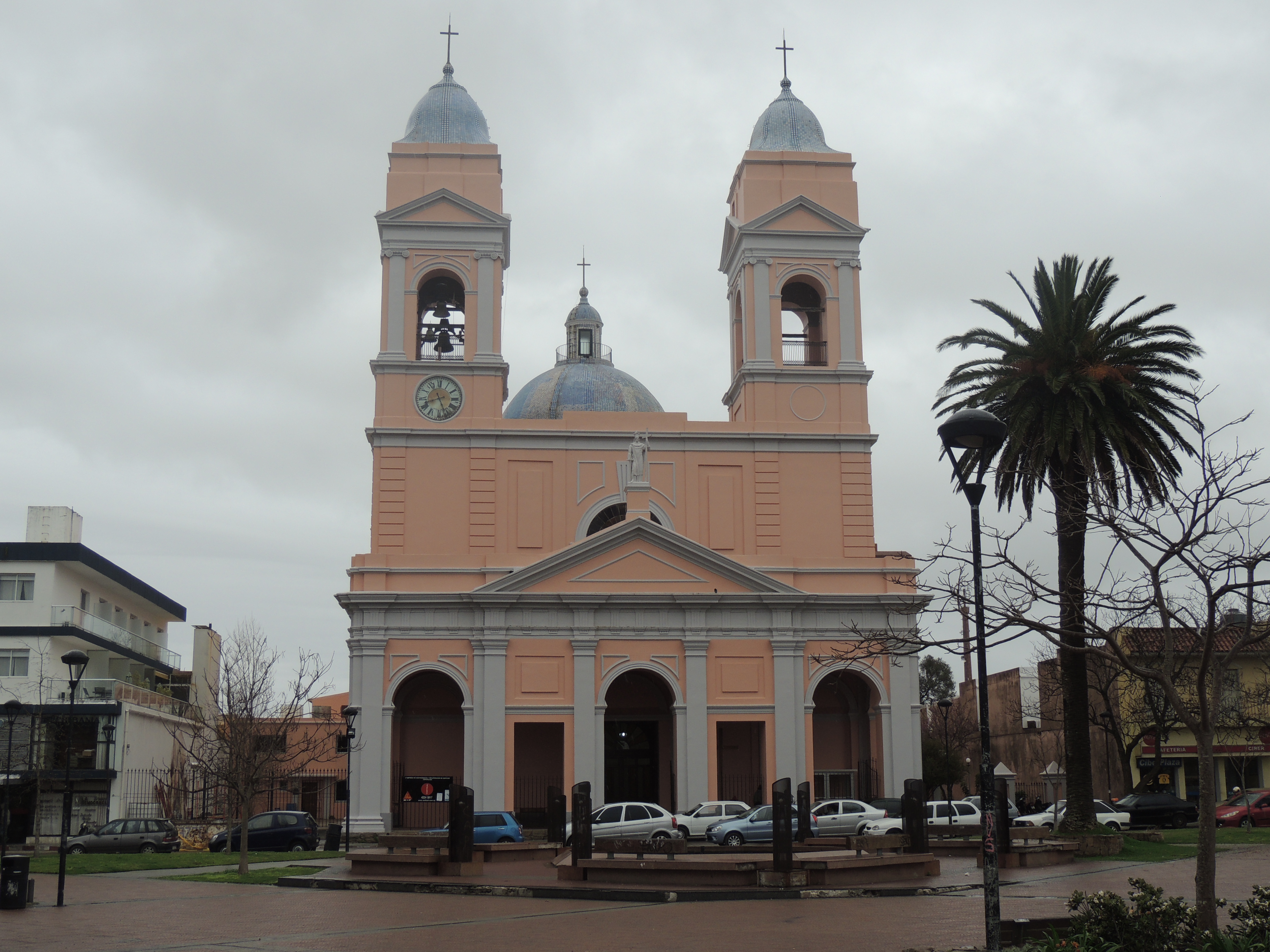
Kathedrale von Maldonado

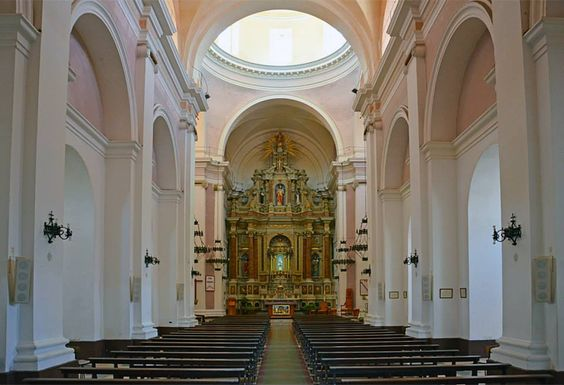
Kirchenschiff

Die unter dem Patrozinium des Hl. Ferdinand stehende  römisch-katholische Kathedrale von Maldonado in der etwa 70.000 Einwohner zählenden Stadt Maldonado ist die Hauptkirche des etwa 200.000 Einwohner zählenden Departamentos im Südosten Uruguays, welches integraler Bestandteil des neuen, gebiets- und bevölkerungsmäßig deutlich größeren Bistum Maldonado-Punta del Este-Minas ist.

## Lage
Die Stadt Maldonado befindet sich ca. 130 km (Fahrtstrecke) östlich von Montevideo an der Mündung des Río de la Plata in den Atlantik in einer Höhe von ca. 25 m. Die im Jahr 1755 gegründete Stadt wurde um das Jahr 1800 in San Fernando de Maldonado umbenannt. Die Kathedrale steht am Hauptplatz.

## Geschichte
Mit dem Bau der ehemaligen Pfarrkirche wurde im Jahr 1801 begonnen, doch lagen Fertigstellung und Kirchweihe erst im Jahr 1895. Das Bistum Maldonado wurde erst im Jahr 1966 durch Papst Paul VI. errichtet. Am 2. März 2020 verfügte Papst Franziskus die Vereinigung des Bistums mit dem Bistum Minas und die Umbenennung in „Bistum Maldonado-Punta del Este-Minas“.

## Architektur
Der im Stil des Klassizismus errichtete Kirchenbau besitzt einen Portikus und wird von zwei Glockentürmen (campanarios) überragt. Im Innern ist die Kirche dreischiffig, gewölbt und mit einer überkuppelten und eigenständig belichteten Vierung versehen; sie verfügt über ein Querschiff und hat eine halbrunde Apsis.

## Ausstattung
Zur Ausstattung gehören mehrere Ölgemälde, davon eines mit einer Darstellung der Stigmatisation des Hl. Franziskus.